# 列島 福祉リポート
『列島 福祉リポート』（れっとう ふくしリポート）は、1997年4月7日から1998年2月23日、および1998年4月6日から1999年2月22日までNHK教育テレビで放送されていたNHK大阪放送局製作のテレビ番組である。放送時間は毎週月曜日 19:30 - 20:00 （日本標準時）、別の時間帯での再放送あり。

## 概要
地域福祉を主に取り上げていた番組で、日本各地の高齢者と障害者が置かれている状況や直面している問題について取材・検証していた。

## 出演者
- キャスター - 井筒屋勝己